# Junkers Ju 46
Юнкерс Ю-46 (нем. Junkers Ju 46), — немецкий почтовый гидросамолёт, спроектированный на фирме Junkers Flugzeugwerke A.G, предназначался для доставки почты над Атлантикой и старта с корабельной катапульты.

## История создания
В конце 1920-х начале 1930-х годов авиация ещё не достигла возможности на регулярной основе доставлять почтовые грузы через Атлантический океан. Решить данную проблему предлагалось совместив морской и авиационный способы почтовых перевозок. Идея заключалась в старте почтового самолёта с палубной катапульты океанского лайнера на расстоянии от пункта прибытия, которое самолёт был способен преодолеть по техническим характеристикам.
В 1929 году были проведены эксперименты с катапультными запусками самолётов. Так с помощью катапульты типа K2 с лайнера «Бремен», когда судно находилось на расстоянии 400 км (250 миль) от Нью-Йорка был запущен Heinkel HE 12. Через 2,5 часа самолёт достиг пункта назначения. На следующий день самолёт уже вернулся на лайнер. Дальнейшее развитие НЕ 12, самолёт Heinkel He 58, уже эксплуатировался в данной конфигурации на коммерческой основе, совершив в 1931 году 15 рейсов, а в 1932 году ещё 18. В 1932 году авиакомпания Lufthansa заказала фирме Junkers постройку более совершенной машины. Новый самолёт был спроектирован фирмой Junkers и был построен весной 1932 года, под обозначением Ju 46.

## Эксплуатация

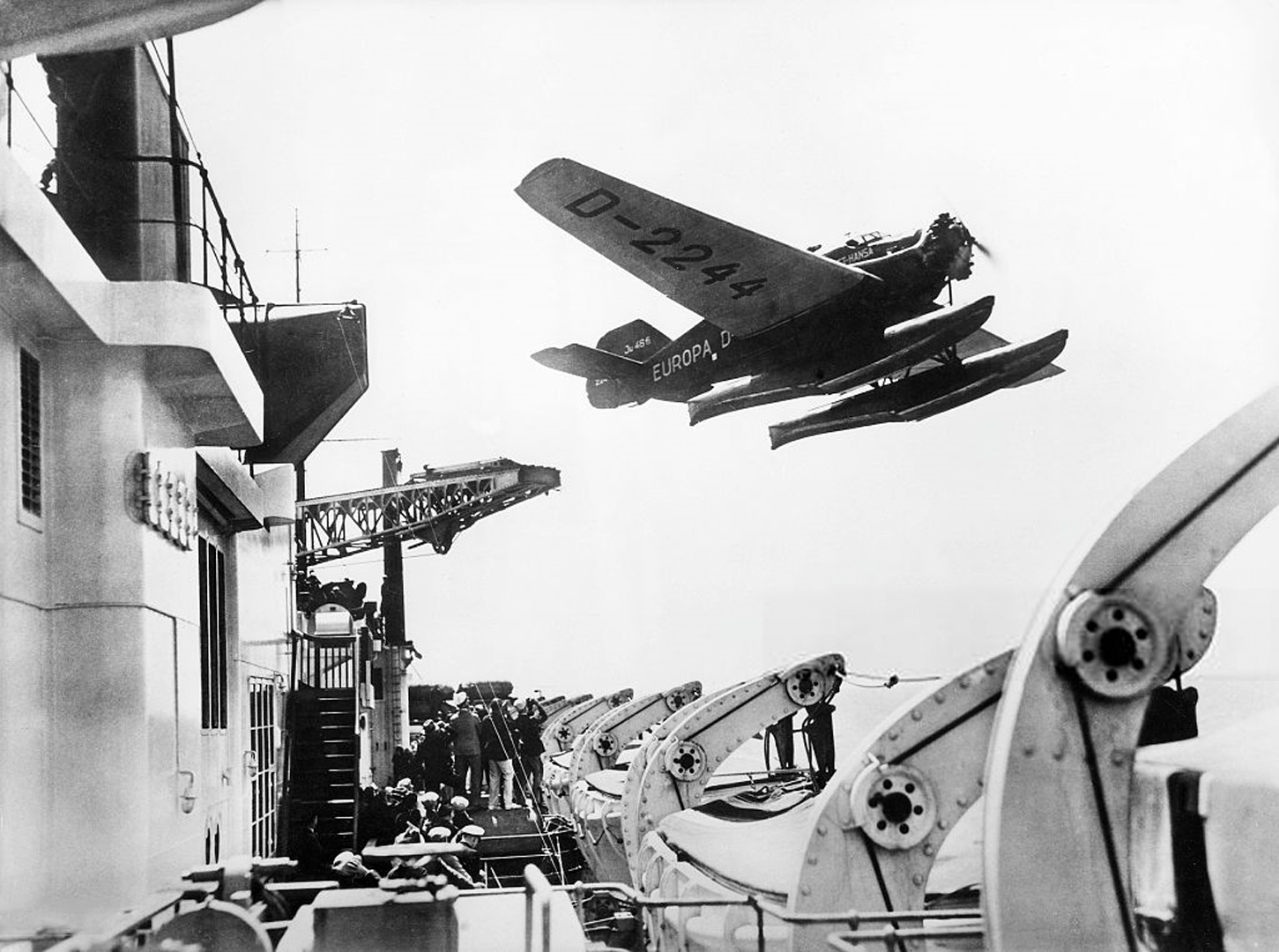
Ju46 D-2244 стартует с катапульты лайнера Европа, 1932 год

Первые два выпущенных самолёта (модификация Ju46fi) поступили для эксплуатации на трансатлантических лайнерах Бремен и Европа. В 1933 году были переданы заказчику ещё два самолёта, а в 1934 году ещё один. Лайнеры курсировали по маршруту Нью-Йорк — Саутгемптон — Бремен. На западных переходах они летели в Нью-Йорк, на восточных в Саутгемптон, где они заправляясь продолжали полёт в Бремен. Машины стартовали с палубной катапульты на расстоянии около 1200 км от пункта прибытия, что позволяло ускорить доставку грузов до 24 часов. Однако использование Ju 46 Lufthansa продолжалось не долго. Выяснилось, что океанская вода и воздух с повышенной влажностью оказывает значительное воздействие на элементы конструкции машин. Впоследствии два самолёта несли службу в бразильской авиакомпании Syndicato Condor.

## Операторы
- Lufthansa
- Syndicato Condor[англ.]

## Конструкция
Junkers Ju 46 создан на основе конструкции транспортного самолёта Юнкерс W 34 путём усиления элементов конструкции, увеличения площади хвостового оперения и установки нового двигателя. Представлял собой цельнометаллический низкоплан с поплавковым шасси. Машина оборудовалась двумя типами двигателя BMW Hornet C мощностью 600 л. с., модификация Ju46fi и Ju46hi с BMW 132 мощность 660 л. с.

### ТТХ
Источник данных: 

Технические характеристики
- Экипаж: 2 чел.
- Длина: 11,1 м
- Размах крыла: 18 м
- Высота: 4,15 м
- Площадь крыла: 44,00 м²
- Масса пустого: 1 730 кг
- Нормальная взлётная масса: 3 200 кг
- Силовая установка: 1 ×  BMW HornetC

Лётные характеристики
- Максимальная скорость: 230 км/ч
- Крейсерская скорость: 222 км/ч
- Практическая дальность: 2000 км